# 得趣书室
得趣书室位于汕尾市海丰县海城镇桥东，坐落于彭湃烈士故居东侧，同属广东省级文物保护单位，并对游客免费开放。

## 历史
1922年夏，彭湃开始宣传发动农民运动，在这里组织六人农会。经常在此接待来访农民群众，研究组织农会的工作。
1925年3月，广东国民革命军第一次东征到达海丰后，周恩来曾在这里帮助建立海陆丰党组织，即中共海陆丰特别支部。
同年年底，中共海陆丰地委刚成立时在此办公，不久搬迁到鉴湖。
1928年3月，苏维埃政权失败，得趣书室被国民党军队烧毁。
1953年海丰县人民政府拨款按原貌重建，1977年再次重修。

## 建筑
坐北向南，面宽三间12米，进深8米，筑有封火墙。